# Ласло Шароші
Ласло Шароші (угор. Sárosi László, 27 лютого 1932, Будапешт — 2 квітня 2016) — угорський футболіст, що грав на позиції захисника. По завершенні ігрової кар'єри — тренер. Відомий за виступами за клуб «Вашаш», а також національну збірну Угорщини.

## Клубна кар'єра
Ласло Шароші розпочав виступи на футбольних полях у 1949 році виступами за будапештський «Вашаш». За цю команду він грав протягом усієї своєї кар'єри гравця, яка тривала до 1966 року. За цей час він зіграв у складі команди понад 300 матчів у чемпіонаті країни, та 5 разів ставав у її складі чемпіоном Угорщини. У складі «Вашаша» Шароші ставав також переможцем Кубка Угорщини, а також володарем Кубка Мітропи.

## Виступи за збірну
З 1956 року Ласло Шароші дебютував у складі збірної Угорщини. У 1958 році грав у складі збірної на чемпіонаті світу у Швеції, на якому провів 4 матчі. У 1962 році грав у складі команди на чемпіонаті світу в Чилі, на якому також провів 4 матчі. У 1964 році Шароші грав на чемпіонаті Європи в Іспанії, на якому команда здобула бронзові нагороди, хоча в матчі за бронзові медалі футболіст участі не брав.

## Кар'єра тренера
Розпочав тренерську кар'єру невдовзі по завершенні кар'єри гравця, 1968 року, очоливши тренерський штаб клубу «Дебрецен», де пропрацював лише кілька місяців. У 1969—1971 роках колишній футболіст очолював нижчолігову команду «ФОСПЕД». У 1971—1974 роках Шароші очолював молодіжну збірну Угорщини, з якою виграв молодіжний чемпіонат Європи 1974 року. Проте після цього особливих успіхів як тренер Ласло Шароші не мав, переважно тренуючи клуби без особливих успіхів, зокрема будапештський «Волан» та «Галадаш», а також МТК і «Ференцварош» без особливих успіхів, а також кувейтський клуб «Ан-Наср» (Ель-Фарванія). Завершив тренерську кар'єру в середині 90-х років ХХ століття. Помер Ласло Шароші 2 квітня 2016 року на 85-му році життя.

## Титули і досягнення
- Чемпіон Європи (U-23): 1974